# Pungshaus

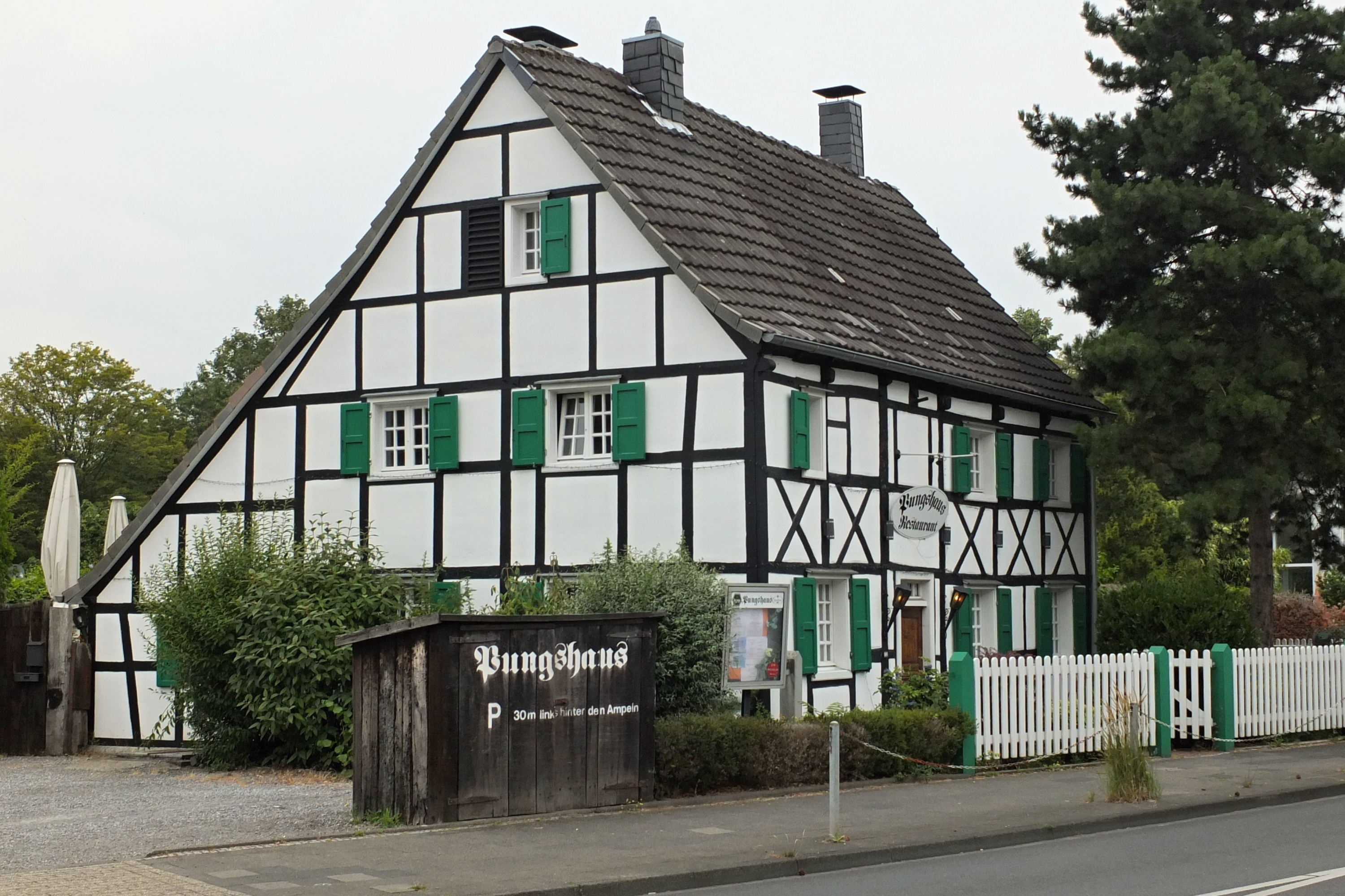
Pungshaus Hilden Grünstraße 22

Das Pungshaus ist ein zweistöckiges Fachwerkhaus mit Dachgeschoss in 40723 Hilden Grünstraße 22 (ehemals Pungshausstraße 9 Flur 11 Parzelle 470/139, 5408). Es steht im gleichnamigen Hildener Ortsteil Pungshaus.
Seit der Renovierung 1980 ist in ihm das „Restaurant Pungshaus“ eingerichtet. Es bietet „Deutsche Küche“ an.
Seit 30. September 1987 ist das Fachwerkhaus in die Liste der Baudenkmäler in Hilden unter der Nummer 32 eingetragen.

## Lage
Die Weilersiedlung Pungshaus lag an der Handels- und alten Heerstraße „Alte Kölnische Landstraße Trasse 5“ (heute Baustraße-Grünstraße). Sie führte von Zons, Haus Bürgel, Hellerhof, Buchholz (Garath) bei Haus Horst (Hilden), Karnaper Hof in Hilden, Wiedenhof, Forstbacher Hof, Pungshaus, Henkenheide, Kalstert über die Elberfelder Straße nach Haan.

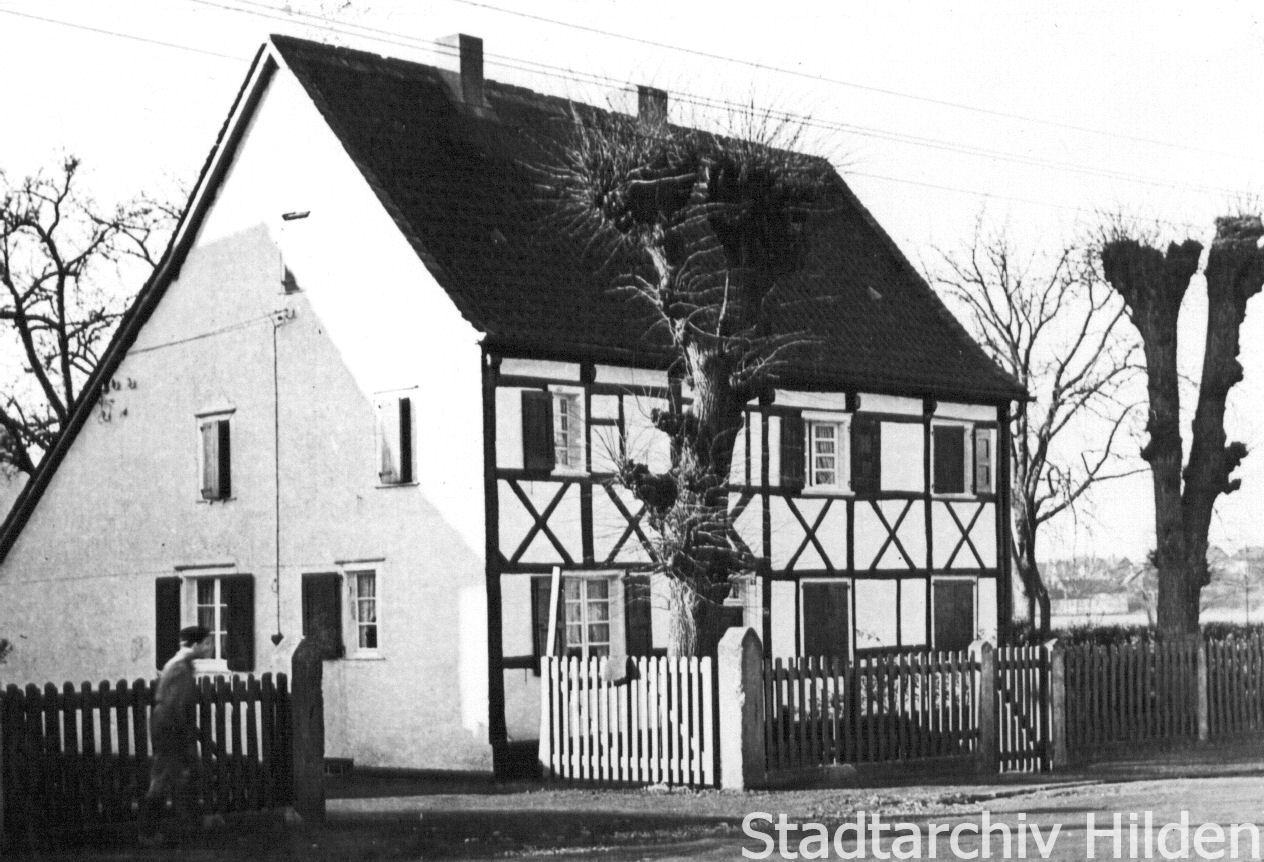
Pungshaus vor dem Umbau 1980

## Geschichte
Das Haupthaus dürfte ursprünglich ein „Punkthaus“, also eine mehrstöckige Raststätte für durchreisende Kaufleute gewesen sein. Sie transportierten Holz vom Rheinhafen in Urdenbach. Der Name kann auch bedeuten, dass das Holz mit Metallstiften gepunzt wurde. Die Metallstifte Punze punken, stoßen, stempeln und markieren.
Währenddessen waren die Pferde in den benachbarten Stallungen des Forstbacherhofs versorgt worden.
Der Weiler wurde erst nach 1500 so benannt.
Alternative Namen des Weilers waren: 1580 Punshaus, 1611 Paunhauß oder Paunshaus, 1715 Pungshus (Karte Ploennis), 1724 Pungsthauß, 1745 Paunßhauß, 1747 Poonshaus, 1777 Pungshauß, 1893 Pungshaus oder Pungßhauß, Pungshauß, Pungßhaus.
Weitere Namen werden in den Archiven genannt: Pfungshauß, Pfungsthaus Ponßhauß, Pongshauß, Pongshof oder Ponschet.
Der mittelalterliche Hof und die Weilersiedlung Paunshaus gehörte zu den Steuerlisten der „Honschaft Sand des Hildener Kirchspiels“. Das Kirchspiel Hilden wurde 1313 gegründet.
1704 kaufte Caspar Manerth die 2/3 des Hofes, die der Armenpflege der reformierten Kirchengemeinde gehörten.
Laut einem bei Renovierungsarbeiten gefundenen Grundstein ist das jetzige Fachwerkhaus 1730 gebaut worden.
In „Agrargeschichtliche Quellen von Hilden und Umgebung III“ sind die Bewohner und Steuerpflichtigen im 18. Jahrhundert aufgelistet.
Man unterschied ehedem drei Anwesen: Buschhüters-; Schäfers- und Manertz-Pungsthauß.
Das kleinere Buschhüters-Pungsthauß (Buschhutters, Poonshaus) gehörte zu dem Rittergut von der Horst. Hier wohnte ihr Busch- und Waldhüter. Dies setzte voraus, dass er die Horster Lehenswaldungen betreute. Es dienten um 1725 dem Waldwärter und Buschhüter Jürgen dreieinhalb Morgen Ackerland und ein halber Morgen Busch für seinen Unterhalt. 1747 gehörte es zu den Ländereien von Kessel auf Hackhausen. Das Haus wurde 1940 von der Familie Waldwärter bewohnt.
Schäfers-Pungshaus: (Schäffers, Scheffers, Schiepers, Ponschet). Arnold Pungsthauß war 1725 Schafhirt, daher Schäfers-Pungsthauß. Auch gegen Ende des 18. Jahrhunderts wohnte 1783 dort ein „Schäffer“ (Schäfer) mit dem gleichen Namen Arnold Pungshauß. Das Schäfer-Pungshaus umfasste vier Morgen Ackerland und einen Morgen Banden sowie später einen viertel Morgen Buschland.
Das größere Manertz Pungsthauß (Manerts, Marnerdts, Georg-) umfasste zehn Morgen Nutzland. 1725 wurde es von Joh(ann) Caspar Manerth bewohnt. 1739 wohnte Jacob Manertz im Ponßhauß. Danach zersplitterte es sich. 1777 gehörte eine Hälfte der Witwe von Jacob (Jocob) Manertz aufm Ponschet, die andere Hälfte ging in den Besitz von Georg Pungsthauß über. In den Steuerlisten von 1743–1749 erscheint als Untermieter bei den Manertz „Efardt auffm Ponshaus“ bzw. „Everhardus aufm Punßhauß“ oder „Evert auf dem Ponßhauß“.
Im Teil des Georg Pungshauß wohnten nach den Steuerlisten 1777/78 Peter Weck, Andreas Meyer und Catharina Gertrud Kürtens und 1783/1784 Dierich Gierlichs, Andreas Meyer und Wilhelm Decker. Als Beruf wird jeweils Spliß angegeben. Seiler dürfte am nächsten an die Berufsbezeichnung herankommen.
Zu Beginn des 19. Jahrhunderts gehörte es dem Ackersmann und Wirt Jakob Ehlenbeck. Er bewirtschaftete also eine Gastwirtschaft. In den Steuerlisten von 1813 und 1833 erscheint der Holzhändler und Bauunternehmer Theodor Maibücher, Mitglied des Hildener Gemeinderats.
Auf einer Karte von 1830 im Hildener Jahrbuch 56/59 umfasste die Weilersiedlung elf Häuser.
Die Familie Zimmermann betrieb dort schon zur Jahrhundertwende ein Fuhrunternehmen. Familie Zimmermann besaß 1940 das Anwesen und betrieb eine Kohlenhandlung.
Von ihr kaufte Anfang der 1970er Jahre Herr Penner aus Haan das Pungshaus. Bei der Renovierung wurden die bisherigen Fachwerkfüllungen aus mit Lehm gebundenen Bastmatten entfernt. Sie werden im Volksmund auch „Sauerkrautplatten“ genannt. Die Fachwerkfüllungen wurden erneuert. Herr Penner, dem auch das Restaurant „Landpartie im Fachwerk“ Marktstr 9–11 gehört, betrieb von 1980 bis 1989 dort ein Restaurant. Dann verpachtete er es 1989 an die Eheleute Brigitte und Franz Hagel. Herr Wolf der als Koch am 1. April 2000 dort anfing, pachtete und übernahm es ab Oktober 2000. Das Restaurant bietet innen 45 Plätze an. Im Sommer können auf 35 weiteren Plätze im Hof die Gäste auf einen alten Brunnen sehen. Er ist mit Deckel geschlossen, doch ab 6 m Tiefe steht Wasser darinnen.

## Pungshausstraße
Die Pungshausstraße führt in Hilden von der Walder Straße nach Süd-Westen am Fachwerkhaus Pungshaus vorbei in die Flur Pungskamp.
Die Pungshausstraße führte ursprünglich über die Baustraße in den Ortsteil Forstbach. Mit dem Bau der Eisenbahnstrecke Düsseldorf-Solingen kreuzte sie ab 3. Januar 1894 die Bahnstrecke an einem unbeschrankten Bahnübergang. Dann kam am Übergang das Bahnwärterhäuschen mit Schranken. Ab 1969 wurde die Schrankenbedienung durch automatische Kontaktstellen mit Halbschranken, Andreaskreuz und Blinkleuchten ersetzt und das Bahnwärterhäuschen verschwand. Seit 1980 ist der Übergang gesperrt und durch eine Fußgängerunterführung ersetzt worden. Der Verkehr fließt über Baustraße und Grünstraße.
Die Pungshausstraße führt direkt in die Anlage „Am Holterhöfchen“. In der Anlage „Am Holterhöfchen“ befinden sich die Reste der Ringwallanlage Holterhöfchen und das Schulzentrum mit dem Helmholtz-Gymnasium Hilden, der Marie-Colinet-Sekundarschule (ehemals Wilhelm-Fabry-Realschule), dem Berufskolleg Hilden und den städtischen Kindergärten „Kita Städt. Tageseinrichtung“ und „Itterpänz“ sowie dem Turnverein HAT-Fit.